# Walter Pach
Walter Pach (ur. 11 lipca 1883 w Nowym Jorku, zm. 27 listopada 1958 tamże) – amerykański malarz, nauczyciel, krytyk sztuki, doradca kolekcjonerów sztuki, organizator wystaw i promotor sztuki nowoczesnej w Stanach Zjednoczonych.
Odgrywał kluczową rolę na nowojorskiej scenie artystycznej na początku XX wieku. Był członkiem wąskiej grupy, która w 1913 roku zorganizowała Międzynarodową Wystawę Sztuki Nowoczesnej znaną jako Armory Show. Odegrał decydującą rolę w doborze obrazów malarzy francuskich na wystawę. Autor wielu publikacji książkowych i artykułów poświęconych sztuce.

## Życiorys

### Lata 1883–1912
Walter Pach urodził się w Nowym Jorku jako syn Frances Wise i znanego zawodowego fotografa Gotthelfa Pacha, który wraz ze swoją rodziną prowadził w Nowym Jorku firmę Pach Bros, wykonującą prace fotograficzne dla Metropolitan Museum of Art. W wykonywaniu zadań zleconych przez muzeum Pachowi seniorowi często towarzyszył syn. W 1903 roku Pach junior ukończył wydział sztuki w nowojorskim City College. Studiował również u Roberta Henriego w New York School of Art. W miesiącach letnich 1903 i 1904 roku malował za granicą z Williamem Chasem. Ważnym aspektem pobytu Waltera Pacha za granicą okazały się też dyskusje o sztuce, życiu i filozofii prowadzone z kolegami-studentami. Pach znalazł również czas na zwiedzanie galerii i muzeów sztuki w krajach, w których przebywał (Wielka Brytania, Francja, Holandia, Niemcy). Nabrał przekonania, że najlepszą metodą udoskonalenia własnego warsztatu będzie podpatrywanie dzieł Starych Mistrzów. Spędzał długie godziny w Luwrze zgłębiając (i prawdopodobnie kopiując) dzieła Leonarda da Vinci, Rembrandta, Tycjana, Velazqueza, Halsa, Rubensa i innych. Zainteresował się też twórczością impresjonistów (Auguste Rodin, Édouard Manet, Claude Monet, Alfred Sisley). Pod koniec września 1904 roku powrócił do Nowego Jorku. Wznowił studia u Henriego i Chase’a. Latem 1905 roku ponownie wyjechał do Europy. W Paryżu odwiedził Salon Jesienny zapoznając się z pracami fowistów. Pod koniec września powrócił do Nowego Jorku. Latem 1906 roku wyjechał ze studentami Henriego do Madrytu. Odwiedził przy okazji inne kraje. W Holandii zetknął się po raz pierwszy z pracami Vincenta van Gogha, które wywarły na nim duże wrażenie. Po powrocie do Nowego Jorku jesienią 1906 roku otworzył własne studio w budynku ojca przy 935 Broadway, postanawiając zostać artystą. Jury National Academy of Design przedstawił własny obraz Restauracja na wolnym powietrzu, Bombilla, namalowany podczas pobytu w Hiszpanii. Obraz został przyjęty na zimową wystawę zorganizowaną przez Akademię, utwierdzając status Pacha jako profesjonalnego artysty.
W 1907 roku Walter Pach wyjechał do Francji, gdzie wkrótce znalazł się w kręgu towarzyskim skupionym wokół rodzeństwa Gertrude i Leo Steinów. Jako artysta i krytyk przebywał wśród przedstawicieli paryskiej awangardy, wystawiając wraz z nimi swoje dzieła oraz notując spostrzeżenia na temat metod ich pracy i wizji artystycznych. Pisał również o uznanych artystach jak Claude Monet, z którym w 1908 roku przeprowadził wywiad dla Scribner’s Magazine. W tym samym roku napisał pierwszy opublikowany w Ameryce artykuł na temat Cézanne’a. Zajmował się organizowaniem wystaw sztuki współczesnej w głównych galeriach Nowego Jorku.

### Armory Show

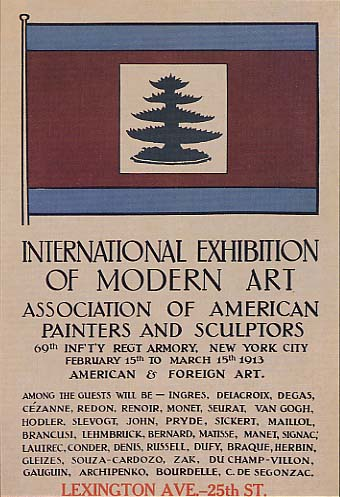
Plakat wystawowy Armory Show w Nowym Jorku

Pach wziął także udział w zorganizowaniu w 1913 roku wystawy sztuki nowoczesnej The International Exhibition of Modern Art, powszechnie znanej jako Armory Show. Wcześniej, w 1912 roku stowarzyszenie amerykańskich malarzy Association of American Painters and Sculptors zaprosiło go do uczestnictwa w wystawie. W liście do prezesa stowarzyszenia Arthura Bowena Daviesa Walter Pach zaproponował pomoc w nawiązaniu kontaktów z europejskimi artystami, kolekcjonerami sztuki i marszandami. Pomocy tej udzielił wysłannikowi Daviesa, Waltowi Kuhnowi, który był jednym z organizatorów planowanej wystawy. Kiedy Kuhn w październiku 1912 roku przybył do Paryża, niezwłocznie skontaktował się z Pachem, a ten zabrał go do paryskich galerii i pracowni. W listopadzie zjawił się też i Davies. Wszyscy trzej odwiedzili między innymi Constantina Brâncușiego i braci Duchampów w ich pracowni w Puteaux. Spotkali się też z paryskimi artystami i marszandami. Kiedy Davies i Kuhn powrócili do Ameryki, organizowaniem europejskiej części wystawy, wypożyczaniem i wysyłaniem obrazów na nią, zajął się Pach. Wśród tych prac znalazł się obraz Akt schodzący po schodach nr 2, który miał wywołać sensację na Armory Show i przynieść jej rozgłos.
Wystawę Armory Show otwarto 17 lutego 1913 roku. W dniu otwarcia wystawę odwiedziło 4 000 osób. Na wystawie zaprezentowano 1 600 prac artystów europejskich i amerykańskich. Choć prace Europejczyków stanowiły tylko jedną trzecią wszystkich eksponatów, to one przyciągnęły największą uwagę zwiedzających i krytyków ze względu na swoje nowatorstwo. Pach wziął udział w wystawie jako malarz wystawiając 5 obrazów i 5 akwafort. W czasie trwania wystawy pracował razem z Waltem Kuhnem jako jej administrator, działał też jako publicysta i wykładowca. Na zakończenie wystawy, w Chicago, studenci miejscowej uczelni przy Art Institute powiesili kukły Matisse’a, Brâncușiego i Pacha.

### Okres po Armory Show
W lutym 1914 roku Pach ożenił się z artystką Magdaleną Frohberg, która pod koniec tego samego roku urodziła ich syna, Raymonda. Pachowie mieszkali głównie w Nowym Jorku, ale w latach 1928–1932 przebywali za granicą. Mieszkali z przerwami na Zachodnim Wybrzeżu, gdzie Pach wykładał na Uniwersytecie Kalifornijskim w Berkeley. W 1920 roku wykładał na Uniwersytecie w Meksyku i pisał o rodzimej sztuce amerykańskiej. Brał czynny udział w organizacji wystaw i zbierał fundusze na muzeum, które miało być poświęcone rodzimej sztuce obu Ameryk. Był przyjacielem José Clemente Orozco i Diego Rivery, pomagał w zorganizowaniu meksykańskiego oddziału stowarzyszenia Society of Independent Artists, które założył w 1917 roku razem z Walterem Conradem Arensbergiem i Marcelem Duchampem. Latem 1926 roku Pach przyjechał do Paryża aby poprowadzić pierwsze kursy dla Amerykanów w École du Louvre. Wśród jego słuchaczy znalazła się Claribel Cone (1864–1929), kolekcjonerka z Baltimore. Pach stał się jej doradcą artystycznym. Zaczął też doradzać innym amerykańskim kolekcjonerom, jak John Quinn (1870–1924) w sprawach dotyczących zakupu dzieł sztuki nowoczesnej. Działalność jego modernistycznej agendy wywołała irytację zarówno konserwatywnych historyków, jak i artystów. W kolejnych latach Pach kontynuował działalność publicystyczną

## Działalność publicystyczna
Chociaż niezbyt dobrze znany dziś jako malarz, Walter Pach poświęcił większość swojego twórczego wysiłku na malowanie. Uważał się zarówno za artystę, jak i pisarza, choć przyjaciele, w tym historyk sztuki Bernard Berenson, przekonywali go do poświęcenia całego swojego czasu na pisanie. W dorobku Waltera Pacha znalazły się monografie na różne tematy, komentarze społeczne o świecie sztuki i książki o budynkach muzealnych. Poprzez swoje liczne książki, artykuły i tłumaczenia europejskich tekstów o sztuce, takich jak pięciotomowa Histoire de l’art, napisana przez francuskiego historyka sztuki Éliego Faure, Pach prezentował amerykańskiej opinii publicznej pojawiający się modernizm, którego zwolennikiem pozostał aż do śmierci. Wśród jego pierwszych publikacji była seria broszur wydrukowanych w 1913 roku na potrzeby Armory Show, w tym Odilon Redon oraz A Sculptor’s Architecture, poświęcona twórczości Raymonda Duchampa-Villona, bliskiego przyjaciela, którego Pach bardzo podziwiał. W 1923 roku Pach napisał książkę poświęconą Georges’owi Seuratowi, cytowaną później przez historyka sztuki Johna Rewalda. W następnym roku została opublikowana monografia Raymonda Duchampa-Villona, Masters of Modern Art. W 1936 roku Pach wydał monografię zatytułowaną Vincent Van Gogh. Van Gogha uważał za postać kluczową dla rozwoju sztuki nowoczesnej, będąc równocześnie pierwszym historykiem, który wygłaszał w Ameryce wykłady na jego temat. W 1938 roku ukazały się wspomnienia Pacha związane ze sztuką, Queer Thing, Painting. W 1939 roku wydał dzieło Masterpieces of Art, opracowanie w związku z Wystawą Światową w Nowym Jorku, której Pach był dyrektorem. W 1948 roku wydana została książka Art Museum in America, w której Pach zakwestionował znaczenie i kierunek rozwoju amerykańskiego muzeum sztuki. Ostatnia książka Pacha, The Classical Tradition in Modern Art, została opublikowana pośmiertnie, w 1959 roku.
Ogółem wydano ponad 10 jego książek i ponad 200 artykułów.
Płynna znajomość języków: francuskiego, niemieckiego i hiszpańskiego pozwoliła Pachowi zrozumieć i zinterpretować nowe idee europejskiej awangardy oraz przybliżyć je odbiorcom anglojęzycznym. Umożliwiła mu także nawiązanie osobistych kontaktów z wieloma uznanymi artystami w Europie i Meksyku oraz pośredniczenie w kontaktach między nimi a marszandami i kuratorami muzealnymi. Jego korespondencja na temat głównych postaci w sztuce pierwszej połowy XX wieku stanowi ważne źródło informacji nie tylko o samych artystach, ale i o świecie sztuki w ogóle.

### Publikacje
- 1908 – Cézanne[a]
- 1911 – Albert P. Ryder
- 1912 – Pierre-Auguste Renoir
- 1915 – The John Quinn Collection
- 1918 – Universality in Art, Jean Le Roy
- 1919 – The Schamberg Exhibition
- 1920 – The Art of the American Indian
- 1921 – History of Art: Ancient Art, volume 1 (autor: Elie Faure, tłumaczenie: Walter Pach)
- 1922 – History of Art: Mediaeval Art, volume 2 (autor: Elie Faure, tłumaczenie: Walter Pach)
- 1923 – Georges Seurat, The Art of Cineplastics, History of Art: Renaissance Art, volume 3 (autor: Elie Faure, tłumaczenie: Walter Pach)
- 1924 – Masters of Modern Art, Raymond Duchamp-Villon, History of Art: Modern Art, volume 4 (autor: Elie Faure, tłumaczenie: Walter Pach), The Greatest American Artist
- 1926 – Brancusi
- 1927 – What Passes for Art
- 1928 – Ananias, or The False Artist
- 1929 – The Evolution of Diego Rivera
- 1930 – An Hour of Art, History of Art: The Spirit of the Forms, volume 5 (autor: Elie Faure, tłumaczenie: Walter Pach), Notes sur le classicisme de Delacroix
- 1931 – Raymond Duchamp-Villon
- 1932 – Le Classicisme de Barye
- 1933 – Georges Rouault, American Art in the Louvre,On Owning Pictures, Rivera and Art
- 1936 – Vincent Van Gogh, The Raphael from Russia, First Portfolio of American Art, The Outlook for Modern Art
- 1937 – The Journal of Eugène Delacroix (tłumaczenie: Walter Pach), Thomas Eakins
- 1938 – Queer Thing, Painting: Forty Years in the World of Art, Delacroix Today
- 1939 – Ingres
- 1940 – Publication of Masterpieces of Art, New York World’s Fair, 1940, Official Illustrated Catalogue
- 1942 – Newly Discovered Ingres: The Lovers
- 1943 – A Newly Found American Painter: Hermenegildo Bustos, Unknown Aspects of Mexican Painting
- 1944 – The Eight, Then and Now, Problemas del arte americano
- 1946 – La Barricade in America, On Art Criticism (autor: Eugène Delacroix, tłumaczenie: Walter Pach)
- 1947 – Museums Can Be Living Things
- 1948 – The Art Museum in America, The Past Lives On
- 1949 – Thus Is Cubism Cultivated
- 1953 – A Modernist Visits Greece
- 1954 – John Sloan
- 1956 – Introducing the Paintings of George Of (1876–1954)
- 1959 – The Classical Tradition in Modern Art

## Malarstwo
Swoje pierwsze dojrzałe obrazy Pach namalował w stylu impresjonistycznym. Uwidocznił się w nich wpływ jego nauczycieli, Williama Chase’a i Roberta Henriego. Podczas pobytu we Włoszech w latach 1907, 1910 i 1912 Pach posłuchał rad Leo Steina, który uważał, że każdy, kto interesuje się sztuką nowoczesną, powinien badać jej źródła w obrazach włoskiego renesansu (zwłaszcza tych, które wyszły spod ręki artystów epoki Quattrocenta, takich jak Paolo Uccello i Piero della Francesca). W 1912 roku Pach uprościł symbolikę swoich obrazów i poszerzył paletę kolorów, ale zmiany te były nieznaczne w porównaniu do tych, które zaszły w jego twórczości po Armory Show. W ciągu blisko pięciu lat Pach przyswoił sobie najbardziej zaawansowane cechy nowej sztuki, promieniującej z Europy, zwłaszcza fowizmu i kubizmu malując jedne z najbardziej żywych i eksperymentalnych obrazów w swojej karierze, osiągając doskonałość zwłaszcza w akwarelach. Po roku 1920 artysta powrócił do stylu figuratywnego. Występując w 1922 roku z cyklem wykładów o sztuce nowoczesnej Meksyku, Pach spotkał Diego Riverę, José Clemente Orozco i innych znanych artystów meksykańskich. W tym samym roku namalował obraz Ulica w Meksyku, wysoko oceniony przez Riverę.

### Wystawy
- 1913 – Armory Show (5 obrazów i 5 akwafort)[a]
- 1931 – wystawa indywidualna w Kraushaar Gallery, Nowy Jork
- 1935 – Knoedler Gallery, Nowy Jork (fresk Respice, Adspice, and Prospice)
- 1936 – wystawa akwarel w Kleemann Galleries, Nowy Jork
- 1941 – wystawa indywidualna w Schneider-Gabriel Gallery, Nowy Jork
- 1986 – „Walter Pach, A Retrospective”, Asheville Art Museum, Asheville
- 1988 – „The Art of Walter and Magda Pach”, Butler Institute of American Art, Youngstown
- 1990 – „Discovering Modernism: Selections from the Walter Pach Papers”, Archives of American Art, Nowy Jork
- 1991 – „The Paintings of Walter Pach”, Forum Gallery, Nowy Jork